# Serapion (biskup koptyjski)
Serapion (ur. 10 stycznia 1951 w Asjut) – duchowny Koptyjskiego Kościoła Ortodoksyjnego, od 1995 biskup Los Angeles. 2 czerwca 1985 otrzymał sakrę biskupią. 14 listopada 1992 został mianowany biskupem Los Angeles. W 2016 został podniesiony do godności metropolity.